# USS Lansdale (DD-101)
USS Lansdale (DD-101) là một tàu khu trục thuộc lớp Wickes của Hải quân Hoa Kỳ trong giai đoạn Chiến tranh Thế giới thứ nhất, và sau đó mang ký hiệu lườn DM-6 như một tàu rải mìn hạng nhẹ. Nó là chiếc tàu chiến đầu tiên của Hải quân Hoa Kỳ được đặt tên theo Trung úy Hải quân Philip Van Horne Lansdale (1858-1899).

## Thiết kế và chế tạo
Lansdale được đặt lườn vào ngày 20 tháng 4 năm 1918 tại xưởng tàu Fore River của hãng Bethlehem Shipbuilding Corporation ở Quincy, Massachusetts. Nó được hạ thủy vào ngày 21 tháng 7 năm 1918, được đỡ đầu bởi Bà Ethel S. Lansdale, vợ góa của Trung úy Lansdale, và được đưa ra hoạt động tại Boston vào ngày 26 tháng 10 năm 1918 dưới quyền chỉ huy của Hạm trưởng, Trung tá Hải quân C. W. Margruder.

## Lịch sử hoạt động
Được phân về Lực lượng Tuần dương và vận chuyển, Lansdale đi đến Norfolk vào ngày 7 tháng 11 để gia nhập một đoàn tàu vận tải hướng sang Châu Âu vào ngày 12 tháng 11 như một tàu hộ tống. Đi ngang qua quần đảo Azores, nó đến Gibraltar ngày 26 tháng 11, rồi làm nhiệm vụ tuần tra tại Địa Trung Hải. Hoạt động ngoài khơi Gibralta cho đến tháng 1 năm 1919, nó đã thực hiện ba chuyến đi đến Tangier, Maroc và một chuyến đi đến Algiers, Algérie. Đi đến Venice vào ngày 13 tháng 1, nó gia nhập lực lượng hải quân Hoa Kỳ hoạt động tại vùng Đông Địa Trung Hải, làm nhiệm vụ vận chuyển trong biển Adriatic, chủ yếu là giữa Venice với các cảng Áo trên bờ biển Croatia (lúc đó còn là Vương quốc Serbia, Croatia và Slovenia). Khởi hành từ Split, Croatia vào ngày 10 tháng 6, Lansdale quay về nhà ngang qua Gibralta và Azores, về đến New York, New York vào ngày 22 tháng 6.
Trong năm tiếp theo, Lansdale hoạt động dọc theo bờ biển Đại Tây Dương cùng với Lực lượng Khu trục trực thuộc Hạm đội Đại Tây Dương. Đi đến Philadelphia vào ngày 11 tháng 7 năm 1920, nó được cải biến thành một tàu rải mìn hạng nhẹ và được xếp lại lớp với ký hiệu lườn DM-6. Đi đến Newport, Rhode Island vào ngày 3 tháng 6 năm 1921, nó gia nhập Lực lượng Rải mìn thuộc Hạm đội Đại Tây Dương vào ngày 5 tháng 7 tại Gloucester, Massachusetts; và cho đến cuối tháng 10 đã thực hành rải mìn ngoài khơi bờ biển New England và Virginia. Sau khi được đại tu tại Boston, nó đi đến vịnh Guantanamo vào ngày 9 tháng 1 năm 1922 để thực tập cơ động, rải mìn và tập trận tại khu vực Tây Ấn cùng với Hải đội Rải mìn 1. Rời đảo Culebra vào ngày 19 tháng 4, nó về đến Philadelphia vào ngày 25 tháng 4, và được cho xuất biên chế vào ngày 25 tháng 6.
Lansdale được tái biên chế vào ngày 1 tháng 5 năm 1930 tại Philadelphia dưới quyền chỉ huy của Trung tá Hải quân Frank R. Berg. Nó gia nhập Hải đội Rải mìn 1 tại Yorktown vào ngày 17 tháng 5, tham gia các cuộc thực tập chiến thuật và rải mìn dọc theo bờ Đông, rồi đi đến New London, Connecticut vào ngày 30 tháng 9 để phục vụ như một tàu mục tiêu cho tàu ngầm. Nó khởi hành vào ngày 12 tháng 11, và sau khi ghé qua Boston, đã đi đến Philadelphia vào ngày 22 tháng 12. Tại đây Lansdale lại được cho xuất biên chế vào ngày 24 tháng 3 năm 1931. Đến ngày 28 tháng 12 năm 1936, nó được đưa vào danh sách loại bỏ nhằm tuân thủ các điều khoản của Hiệp ước Hải quân London nhằm giới hạn và cắt giảm vũ khí hải quân. Tên nó được cho rút khỏi danh sách Đăng bạ Hải quân vào ngày 25 tháng 1 năm 1937, và nó được bán vào ngày 16 tháng 3 năm 1939 cho hãng Union Shipbuilding Company ở Baltimore, Maryland để tháo dỡ.